# Blaszkoskrzelne właściwe
Blaszkoskrzelne właściwe (Eulamellibranchiata), blaszkoskrzelne (Eulamellibranchia) – podgromada morskich i słodkowodnych małży o parzystych skrzelach, których nici są połączone mostkami. Obejmuje większość współcześnie występujących gatunków, ok. 18 000, w tym wszystkie, poza omułkiem jadalnym, małże występujące w Polsce. 
Eulamellibranchiata mają silnie rozbudowane, parzyste, blaszkowate skrzela. W budowie filamentów (nitek skrzelowych) wyróżniana jest skierowana ku dołowi gałąź zstępująca oraz biegnąca ku górze gałąź wstępująca. Zarówno filamenty, jak i gałęzie łączą się ze sobą poprzecznymi mostkami tworząc blaszki skrzelowe. Zamek muszli jest różnie wykształcony, o prostej budowie – zwykle tworzą go zęby główne i boczne, czasem zęby są zredukowane lub zamka brak. Mięśnie zwieracze dwa lub ich brak.
W tylnej części ciała występują syfony lub otwory syfonalne. 
Blaszkoskrzelne zamieszkują wody słone i słodkie na całej kuli ziemskiej. W Polsce odnotowano występowanie 33 gatunków.

## Systematyka
W zależności od wykształcenia zamka i muszli podgromadę dzieli się na 4 grupy o randze taksonomicznej zależnej od autora podziału:
- Palaeoheterodonta
- Heterodonta
- Adapedonta
- Anomalodesmata

W alternatywnych klasyfikacjach Eulamellibranchia jest pomijany.